# Comuna Enköping
Enköping (Enköpings kommun) este o comună din comitatul Uppsala län, Suedia, cu o populație de 40.656 locuitori (2013).

## Geografie

### Zone urbane
Lista celor mai mari zone urbane din comună (anul 2015) conform Biroului Central de Statistică al Suediei:
| Nr | Zona urbană      | Pop.   |
| -- | ---------------- | ------ |
| 1  | Enköping         | 22.553 |
| 2  | Örsundsbro       | 1.302  |
| 3  | Grillby          | 1.028  |
| 4  | Hummelsta        | 994    |
| 5  | Fjärdhundra      | 907    |
| 6  | Bredsand         | 874    |
| 7  | Örsundsbro norra | 577    |
| 8  | Lillkyrka        | 303    |
| 9  | Haga             | 235    |

## Demografie
| \| Evoluția demografică în comuna Enköping, 1970–2015 \| Evoluția demografică în comuna Enköping, 1970–2015 \| Evoluția demografică în comuna Enköping, 1970–2015 \| Evoluția demografică în comuna Enköping, 1970–2015 \| Evoluția demografică în comuna Enköping, 1970–2015 \| \| ----------------------------------------------------------------------------------------------------- \| -------------------------------------------------- \| -------------------------------------------------- \| -------------------------------------------------- \| -------------------------------------------------- \| \| An \| \| \| Locuitori \| \| \| 1970 \| 1970 \| \| 31875 \| 31875 \| \| 1975 \| 1975 \| \| 31911 \| 31911 \| \| 1980 \| 1980 \| \| 32720 \| 32720 \| \| 1985 \| 1985 \| \| 32881 \| 32881 \| \| 1990 \| 1990 \| \| 34862 \| 34862 \| \| 1995 \| 1995 \| \| 36453 \| 36453 \| \| 2000 \| 2000 \| \| 36606 \| 36606 \| \| 2005 \| 2005 \| \| 38422 \| 38422 \| \| 2010 \| 2010 \| \| 39759 \| 39759 \| \| 2015 \| 2015 \| \| 41893 \| 41893 \| \| Sursa: SCB - Statistika Centralbyrån, Folkmängd efter region, civilstånd, ålder och kön. År 1968–2016 \| \| \| \| \| |      |  |           |       |
| Evoluția demografică în comuna Enköping, 1970–2015 |      |  |           |       |
| An |      |  | Locuitori |       |
| 1970 | 1970 |  | 31875     | 31875 |
| 1975 | 1975 |  | 31911     | 31911 |
| 1980 | 1980 |  | 32720     | 32720 |
| 1985 | 1985 |  | 32881     | 32881 |
| 1990 | 1990 |  | 34862     | 34862 |
| 1995 | 1995 |  | 36453     | 36453 |
| 2000 | 2000 |  | 36606     | 36606 |
| 2005 | 2005 |  | 38422     | 38422 |
| 2010 | 2010 |  | 39759     | 39759 |
| 2015 | 2015 |  | 41893     | 41893 |
| Sursa: SCB - Statistika Centralbyrån, Folkmängd efter region, civilstånd, ålder och kön. År 1968–2016 |      |  |           |       |